# Erni Singerl
Erni Singerl, eigentlich Ernestine Kremmel, (* 29. August 1921 in Puch; † 30. Juli 2005 in München) war eine deutsche Schauspielerin, die in erster Linie durch ihre Präsenz als bayerische Volksschauspielerin bekannt wurde. Sie verkörperte mit Energie, Witz und Durchsetzungsvermögen die resolute, grantelnde, aber durch und durch gutherzige Münchner „Dame“.

## Leben
Erni Singerl wurde auf der Reise von Donauwörth nach München in der damals noch selbstständigen Gemeinde Puch geboren. Das Geburtsregister nennt als Geburtsort das Anwesen Nr. 7, damals „zum Wirth“ genannt. Ob sie im Wirtshaus selbst oder vor diesem im Planwagen ihrer Eltern zur Welt kam, ist allerdings unklar. Vermutlich aus Gründen der Imagepflege behauptete Erni Singerl stets, im Münchener Stadtteil Schwabing geboren worden zu sein, was jedoch nachweislich falsch ist.

## Karriere

### Rundfunk und Bühne
Im Alter von zehn Jahren trat Erni Singerl mit ihrer Ziehharmonika im Münchner Kinderfunk auf. 1937 wurde sie von dem bekannten Münchner Volkssänger Weiß Ferdl entdeckt, der von ihren Gesangs- und Tanzkünsten beeindruckt war und sie ans Platzl holte. Dort bekam sie auch ihren Künstlernamen. Nach dem Zweiten Weltkrieg feierte sie ihre ersten Erfolge auf der Bühne und mit Radiosendungen wie Die weißblaue Drehorgel und Das Glücksradl.

### Film und Fernsehen
In den 1950er Jahren kamen Nebenrollen in Filmproduktionen hinzu. Der große Durchbruch gelang der nur 1,54 m großen Schauspielerin durch das Fernsehen. Ende der 1950er Jahre startete Der Komödienstadel im Bayerischen Rundfunk. Hier konnte sie während vier Jahrzehnten in über 50 Rollen ihre Fähigkeiten voll einsetzen und verfeinern. Zudem spielte sie mit Volksschauspielern wie Gustl Bayrhammer, Maxl Graf, Ludwig Schmid-Wildy oder Max Grießer.
Neben Gastspielen in weniger anspruchsvollen Klamaukfilmen und einem Ausflug in die Schlagerbranche folgten zahlreiche Auftritte in beliebten TV-Serien, in denen sie stets Frauenrollen mit losem Mundwerk und kämpferischer Natur verkörperte. Deutschlandweit bekannt wurde Singerl ab den 1980er Jahren, zum Beispiel als resolute Haushälterin für Frau von Soettingen in Monaco Franze, als streitbare Witwe und Campingplatzbetreiberin in Heidi und Erni, als Mutter von Baby Schimmerlos in Kir Royal, als abergläubische Haushälterin Frau Eichinger in Meister Eder und sein Pumuckl und in Café Meineid.

### Späte Jahre
Sie stand bis ins hohe Alter auf der Bühne. Noch im Winter 2003/04 tanzte sie im Alter von 82 Jahren im ausverkauften Stück Erni greift an in der Kleinen Komödie am Max II in München einen Tango. Nach dem Tod ihres Kollegen Toni Berger im Januar 2005 galt sie als letzte große bayerische Volksschauspielerin. Sie selbst bezeichnete diesen Titel immer als „Ehrentitel“ und „höchste Auszeichnung des Publikums“.

## Privatleben
Singerl war in erster Ehe mit dem Reichsbahnmitarbeiter Simon Singerl verheiratet, der 1945 auf dem Rückweg aus der Kriegsgefangenschaft starb. In zweiter Ehe war sie 30 Jahre lang mit Georg Schropp verheiratet, der 1995 starb. Singerls einziges Kind, ihre Tochter Helga, wurde 1939 geboren.

## Krankheit und Tod
Im März 2005 erlitt Erni Singerl während eines Besuchs des Circus Krone einen Schwächeanfall. Im Juli musste sie erneut im Krankenhaus behandelt werden. Am 30. Juli 2005 starb sie 83-jährig an Krebs in ihrem Haus in München-Trudering und wurde im engsten Familienkreis auf dem Münchner Ostfriedhof beigesetzt. Freunde und die Öffentlichkeit wurden erst nach der Beerdigung über Singerls Tod informiert.

## Filmografie

### Kino
- 1953: Ehestreik
- 1956: Die fröhliche Wallfahrt
- 1957: Der Jäger von Fall
- 1962: Zwei Bayern in Bonn
- 1970: Nachbarn sind zum Ärgern da
- 1971: Hilfe, die Verwandten kommen
- 1971: Verliebte Ferien in Tirol
- 1971: Sie liebten sich einen Sommer
- 1972: Mensch ärgere dich nicht
- 1974: Der Jäger von Fall; Regie: Harald Reinl
- 1976: Das Schweigen im Walde
- 1983: Das Nürnberger Bett
- 1984: Tapetenwechsel
- 1984: Mama Mia – Nur keine Panik
- 2003: Pumuckl und sein Zirkusabenteuer; Regie: Peter Weissflog

### Fernsehen

#### Der Komödienstadel
- 1959: Das Taufessen
- 1962: Graf Schorschi Regie: Olf Fischer
- 1962: Das Dienstjubiläum
- 1962. Der Geisterbräu[4]
- 1964: Die Entwicklungshilfe
- 1965: Die Stadterhebung
- 1966: Die Mieterhöhung
- 1967: Krach um Jolanthe
- 1967: Der verkaufte Großvater
- 1969: Das Wunder des heiligen Florian
- 1969: Witwen; Regie: Olf Fischer
- 1970: Alles für die Katz
- 1971: Der Ehestreik
- 1972: Josef Filser
- 1975: Thomas auf der Himmelsleiter
- 1976: Herz am Spieß
- 1977: Graf Schorschi
- 1977: St. Pauli und St. Peter
- 1980: Der Strohwitwer
- 1981: Spätlese oder Auch der Herbst hat schöne Tage
- 1984: Liebe und Blechschaden
- 1985: Der Schneesturm
- 1999: Lachende Wahrheit
- 2005: Der Weibscheue Hof

#### Fernsehfilme (Auswahl)
- 1965: Der alte Feinschmecker
- 1974: Die Reform
- 1975: Der Brandner Kaspar und das ewig’ Leben
- 1985: Stinkwut
- 1989: Auf dem Abstellgleis
- 1991: Bilder machen Leute
- 1993: Chiemgauer Volkstheater: Die Perle Anna
- 1995: Die Kreuzfahrt; Regie: Julian Pölsler
- 1996: Chiemgauer Volkstheater: Frau Sonnenschein; Regie: Bernd Helfrich
- 1996: Ärzte: Dr. Schwarz und Dr. Martin – Herztöne
- 1997: Die wilde Auguste; Regie: Udo Schürmer
- 1998: Chiemgauer Volkstheater: Die Power-Paula; Regie: Bernd Helfrich
- 1999: Geschichten aus dem Nachbarhaus
- 2001: Tratsch im Treppenhaus; Regie: René Heinersdorff
- 2002: Unterholz; mit Kathi Leitner; Regie: Peter Weissflog
- 2004: Mein Mann, mein Leben und du; Regie: Helmut Förnbacher
- 2006: Und ich liebe dich doch; Regie: Thomas Nikel

#### Fernsehserien (Auswahl)
- 1968: Die seltsamen Methoden des Franz Josef Wanninger, Folge: Der Griff nach der Flasche
- 1968: Babeck
- 1969–1971: Königlich Bayerisches Amtsgericht (7 Folgen)
- 1973: Der Bastian
- 1973: Der Kommissar
- 1976–1979: Derrick (2 Folgen)
- 1977–1988: Polizeiinspektion 1 (9 Folgen)
- 1978: Der Alte (Folge: Der Pelikan)
- 1979: Der Alte (Folge: Pensionstod)
- 1982–1989: Meister Eder und sein Pumuckl (1.05,1.09,1.19,2.06,2.13,2.16,2.18,2.21,2.22,2.23,2.25. 11 Folgen)
- 1983: Jakob und Adele
- 1983: Monaco Franze – Der ewige Stenz; Regie: Helmut Dietl und Franz Geiger
- 1984–1998: Weißblaue Geschichten (12 Folgen)
- 1986: Die Krimistunde (Fernsehserie, Folge 21, Episode: „Crime“)
- 1986: Kir Royal; Regie: Helmut Dietl
- 1990: Heidi und Erni; mit Heidi Kabel; Regie: Kai Borsche und Michael Füting
- 1990–2003: Gastauftritte in Café Meineid von Franz Xaver Bogner
- 1993: Liebe ist Privatsache
- 1994: Herbert und Schnipsi
- 1997: SOKO 5113
- 2002: Siska

## Theaterrollen (Auswahl)
- Erni greift an
- Keine Leiche ohne Lily (als Zugehfrau)

## Diskografie (Auswahl)

### Singles
- 1969: Pudelnackad Ohne Hemd (Telefunken)
- 1974: Aber Liab Sans Doch, Die Männer (Colorit)
- 1980: Ja, So War Er, Der Valentin (Steyrer Disco)
- unbekannt: Meine Fahrstunden (Philips)
- unbekannt: Aber Mein Alter Lässt Mich Nicht Verkommen (Polydor)
- unbekannt: Die Kur Or Tisane (Modern Music Records)
- unbekannt: Burgmaier Vroni (Philips)
- unbekannt: Mei Spezi Is A Preiß' (Philips)

### Alben
- 1969: Pudelnackad Ohne Hemd (Telefunken)
- 1980: Zwei Münchner Herzen (Marifon)

## Auszeichnungen
- 1987: „München leuchtet“ in Silber
- 1988: Bundesverdienstkreuz am Bande
- 1989: Bayerischer Poetentaler
- 1991: Bayerischer Verdienstorden
- 1996: Sonderpreis der Jury des Bayerischen Fernsehpreises
- 2001: Sigi-Sommer-Taler

In München wurde 2007 die Erni-Singerl-Straße benannt.